# Rod Coombes
Rod Coombes je anglický zpěvák-textař a hudebník, známý zejména pro svou činnost ve skupině Strawbs.

## Kariéra
Coombes hrál profesionálně již od svých 17 let, kdy působil v doprovodné skupině zpěvačky Lulu - The Luvvers. Hrál též ve skupině Jeff Beck Group, v době kdy vydala singl "Hi Ho Silver Lining" a pak se připojil ke skupině Trifle, se kterou hrál asi 18 měsíců. Pak přešel k blues-rockovým Juicy Lucy, se kterými hrál na dvou albech, následně k Stealers Wheel, kde zůstal do vydání jejich prvního alba.
 V roce 1973 opustil Stealers Wheel a přešel do skupiny Strawbs. Se Strawbs zůstal do vydání alba Burning for You v roce 1977 a strávil pak nějaký čas v zahraničí. Ke Strawbs přišel znovu v roce 1998 na koncert k 25. výročí v Chiswick House. Ke skupině Strawbs se znovu připojil v roce 2004, na turné po Kandě a v sestavě zůstal dodnes.
Coombes umí hrát též na kytaru a baskytaru. Několikrát hrál na kytaru ve skupině Stealers Wheel a baskytaru u Strawbs. Pro Strawbs složil následující písničky:
- "Sad Young Man"
- "A Mind of my Own"
- "Changes Arranges Us", kde také zpívá sólo.

## Diskografie

### Alba

#### Trifle
- First Meeting (Dawn DNLS 3017, 1970)

#### Juicy Lucy
- Lie Back and Enjoy It (1970)
- Get a Whiff of This (1971)

#### Stealers Wheel
- Stealers Wheel (1972)

#### Strawbs
- Hero and Heroine (1974)
- Ghosts (1974)
- Nomadness (1975)
- Deep Cuts (1976)
- Burning for You (1977)
- Blue Angel (2003)
- Déjà Fou (2004)

### Singly
Údaje platí pro vydání ve Velké Británii, pokud není uvedeno jinak.

#### Lulu
- "Shout!" (1964)

#### Jeff Beck
- "Hi Ho Silver Lining" (1967)

#### Trifle
- "All Together Now"/"Got my Thing" (United Artists UA 2270, 1969)
- "Old Fashioned Prayer Meeting"/"Dirty Old Town" (Dawn DNS 1008, 1970)

#### Stealers Wheel
- "Stuck in the Middle with You" (1972)

#### Strawbs
- "Shine on Silver Sun"/"And Wherefore" (1973)
- "Hero and Heroine"/"Why" (1974)
- "Hold on to Me (The Winter Long)"/"Where do You Go" (1974)
- "Round and Round"/"Heroine's Theme" (1974) (pouze USA a Itálie)
- "Grace Darling"/"Changes Arranges" (1974)
- "Angel Wine"/"Grace Darling" (1975) (pouze Japonsko)
- "Lemon Pie"/"Don't Try to Change Me" (1975)
- "Little Sleepy" (1975) (pouze USA a Portugalsko)
- "I Only Want My Love to Grow in You"/"Wasting My Time (Thinking of You)" (1976)
- "So Close and Yet So Far Away"/"The Soldier's Tale" (1976) (US only)
- "Charmer"/"Beside the Rio Grande" (1976)
- "Back in the Old Routine"/"Burning for You" (1977)
- "Keep on Trying"/"Simple Visions" (1977)
- "Heartbreaker" (1977) (pouze USA a Jižní Afrika)
- "Joey and Me"/"Deadly Nightshade" (1978)
- "New Beginnings"/"Words of Wisdom" (1978)
- "I Don't Want to Talk About It"/"The Last Resort" (1978) (pouze USA)